# Step One
Albums de Steps
Steptacular
Step One est le premier album du groupe pop britannique Steps. Il est sorti au Royaume-Uni et en Europe le 14 septembre 1998. L'album s'est classé numéro deux de l'UK Albums Chart lors de sa sortie, passant pendant 64 semaines dans le classement. Il a été battu au numéro un par This Is My Truth Tell Me Yours de Manic Street Preachers, qui a également battu le single One for Sorrow de Steps au numéro un de l'UK Singles Chart avec la chanson If You Tolerate This Your Children Will Be Next. En février 2000, l'album est réédité aux États-Unis, contenant des chansons de Step One et de son successeur, Steptacular. Les morceaux 5,6,7,8, Last Thing on My Mind, One for Sorrow, Heartbeat et Better Best Forgotten sont sortis en single au Royaume-Uni. En 2000, l'album a été certifié cinq fois platine par la British Phonographic Industry et s'est vendu à plus de 1,4 million d'exemplaire au Royaume-Uni.
L'album contient quelques reprises : Last Thing on My Mind est sorti à l'origine dans les années 1980 en tant que single du girl group Bananarama, tandis que Love U More a été initialement enregistré par le groupe techno/house Sunscreem. Experienced a été initialement enregistré par les boysbands The Bario Boys et Worlds Apart, et Stay With Me apparaît sur le premier album éponyme de Romeo's Daughters.
Tragedy, qui a été enregistré pour un album hommage aux Bee Gees, a été associé à Heartbeat en tant que double single face A des vacances d'hiver (inclus sur le deuxième album du groupe, Steptacular), mais est également présenté comme titre bonus sur certaines éditions internationales de cet album.

## Liste des chansons
| No  | Titre                                             | Durée |
| --- | ------------------------------------------------- | ----- |
| 1.  | Tragedy (Bee Gees)                                | 4:30  |
| 2.  | Say You'll Be Mine                                | 3:33  |
| 3.  | One for Sorrow (US Mix)                           | 3:30  |
| 4.  | Last Thing on My Mind                             | 3:05  |
| 5.  | 5,6,7,8                                           | 3:05  |
| 6.  | Stay with Me                                      | 4:05  |
| 7.  | Love's Got a Hold on My Heart                     | 3:20  |
| 8.  | After the Love Has Gone                           | 4:35  |
| 9.  | Heartbeat                                         | 4:25  |
| 10. | Deeper Shade of Blue                              | 4:16  |
| 11. | Better the Devil You Know (Stock Aitken Waterman) | 3:48  |

### Sortie américaine
Le premier album nord-américain de Steps, sorti en 2000, s'intitulait également Step One, mais il présente une sélection de chansons différente de celle de leur album original du même nom. Avec seulement onze titres, l'édition américaine est principalement composée de singles « remarquables » du groupe, sélectionnés à la fois dans leur premier album (Step One) et dans leur deuxième album (Steptacular).

Notamment, Better Best Forgotten n'était pas inclus dans cette version. À la place, une reprise du single de Kylie Minogue de 1990 (Better the Devil You Know) a été présentée. De plus, la plupart des morceaux « de remplissage » des deux albums originaux du groupe ont été omis, la sortie américaine étant (essentiellement) interprétée comme une collection « best-of » pour les deux premières années de la carrière de Steps (de 1998 à 2000). L'édition américaine utilise également la pochette de leur deuxième album original, Steptacular. Le mix original de One for Sorrow a été omis au profit du remix de Tony Moran, la même version qui sera diffusée sur les radios américaines.
| No  | Titre                                | Durée |
| --- | ------------------------------------ | ----- |
| 13. | Tragedy                              |       |
| 14. | 5,6,7,8 (W.I.P. remix)               |       |
| 15. | One for Sorrow (W.I.P. remix)        |       |
| 16. | Better Best Forgotten (W.I.P. remix) |       |

#### Singles américains
| No | Titre                   | Durée |
| -- | ----------------------- | ----- |
| 1. | One for Sorrow (US Mix) |       |
| 2. | Tragedy                 |       |

## Personnel
- Producteurs :
  - Topham, Twigg et Waterman (pour les titres 1, 2, 3, 4, 9, 10 et 13)
  - Frampton et Warterman (pour les titres 5, 7 et 8)
  - Sanders, Frampton et Waterman (pour le titre 6)
  - Work in Progress (W.I.P.) (pour les titres 11 et 13)
  - Sanders et Waterman (pour le titre 12)
- Ingénieurs :
  - Chris McDonnell (pour les titres 1, 2, 3, 4, 10 et 13)
  - Dan Frampton (pour les titres 5 et 7)
  - McDonnell et Frampton (pour les titres 8 et 9)
  - Jason Barron, Martin Neary et Frampton (pour le titre 6)
  - Paul Waterman (pour le titre 11)
  - Barron (pour le titre 12)
- Mixage :
  - Work in Progress (pour le titre 1)
  - Les Sharma (pour le titre 3)
  - Paul Waterman (pour les titres 2, 11 et 12)
  - Waterman et Dan Frampton (pour les titres 4, 5, 6 et 10)
  - Frampton (pour les titres 7, 8 et 9)
  - Work in Progress (pour le titre 13)
- Assistants ingénieurs : Bradlee/Al and Pete
- Tous les morceaux ont été enregistrés et mixés aux studios PWL à Londres et de Manchester.

## Classements
| Classement (1998 à 2000) | Position |
| ------------------------ | -------- |
| Australie                | 5        |
| Belgique                 | 1        |
| Pays-Bas                 | 33       |
| Irlande                  | 8        |
| Japon                    | 19       |
| Nouvelle-Zélande         | 6        |
| Écosse                   | 4        |
| Suède                    | 46       |
| Taïwan                   | 9        |
| Royaume-Uni              | 2        |
| États-Unis               | 79       |

| Classement (1998) | Position |
| ----------------- | -------- |
| Australie         | 35       |
| Belgique          | 4        |
| Royaume-Uni       | 13       |

| Classement (1999) | Position |
| ----------------- | -------- |
| Belgique          | 28       |
| Nouvelle-Zélande  | 30       |
| Royaume-Uni       | 16       |

## Certifications
| Région | Certifications | Ventes certifiées |
| --- | -------------- | ----------------- |
| Australie | Platine        | 70 000^           |
| Belgique | 2x Platine     | 100 000*          |
| Japon | Or             | 100 000^          |
| Nouvelle-Zélande | Platine        | 15 000^           |
| Royaume-Uni | 5x Platine     | 1 402 303         |
| États-Unis |                | 200 000           |
| Résumés |                |                   |
| Europe | Platine        | 1 000 000*        |
| Dans le monde |                | 2 500 000         |
| * Chiffres de ventes basés uniquement sur la certification. ^ Chiffres des expéditions basés uniquement sur la certification. |                |                   |

## Historique des versions
| Pays        | Date de sortie    | Format                                              | Étiquette         | Catalogue     |
| ----------- | ----------------- | --------------------------------------------------- | ----------------- | ------------- |
| Royaume-Uni | 14 septembre 1998 | Édition standard (CD)                               | Jive / EBUL       | 015911-2      |
| Royaume-Uni | 14 septembre 1998 | Édition standard (cassette)                         | Jive / EBUL       | 015911-4      |
| Australie   | 14 septembre 1998 | Édition limitée (CD + Livret des routines de danse) | Jive / Liberation | MUSH33147-2   |
| Hong Kong   | 14 septembre 1998 | Édition limitée (CD + VCD)                          | Rock (HK)         | ROD-9115      |
| Indonésie   | 14 septembre 1998 | Édition standard (CD)                               | Zomba             | Z-CD-0110798  |
| Pays-Bas    | 14 septembre 1998 | Édition standard (CD)                               | Jive / EBUL       | 015911-2      |
| Japon       | 1 janvier 1999    | Édition standard (CD)                               | Jive / AVEX       | AVCZ-95107    |
| Allemagne   | 2 mars 1999       | Édition standard (CD)                               | Jive / EBUL       |               |
| Canada      | 9 juillet 1999    | Édition standard (CD)                               | Jive / EBUL       | 01241-44149-2 |
| États-Unis  | 8 février 2000    | Édition standard (CD)                               | Jive              | 01241-41688-4 |
| Brésil      | 21 août 2000      | Édition standard (CD)                               | Jive              | 01241-41635-2 |